# Ławica Frama
Ławica Frama (ang. Fram Bank) – ławica Oceanu Południowego, położona niedaleko Wybrzeża Larsa Christensena, na północ od zatoki MacKenzie Bay. Została odkryta na przełomie 27 i 28 grudnia 1929 roku przez ekspedycję BANZARE pod przewodnictwem Douglasa Mawsona. Była również eksplorowana 4 lutego 1931 roku przez norweską ekspedycję pod przewodnictwem Larsa Christensena, który nazwał ją na cześć statku Fram. Nazwa została zatwierdzona przez organizację Advisory Committee for Undersea Features w lipcu 1964 roku. 